# سوزان تولي
سوزان تولي (بالإنجليزية: Susan Tully)‏ هي منتجة تلفزيونية ومخرجة وممثلة بريطانية، ولدت في 20 أكتوبر 1968 في هايغيت في المملكة المتحدة.

## أعمال

### مسلسلات
- إيست إندرز
- غرينج هيل

## وصلات خارجية
- سوزان تولي على موقع IMDb (الإنجليزية)
- سوزان تولي على موقع قاعدة بيانات الفيلم (الإنجليزية)